# Emil Freyburger
Emil Freyburger, Pseudonym Gottlieb Frank (* 27. Mai 1825 in Wolterdingen; † 3. November 1899 in Achern) war ein deutscher Schriftsteller.

## Leben
Als Sohn eines Pfarrers wuchs Freyburger in Malterdingen auf und studierte nach dem Besuch der Gymnasialkurse in Karlsruhe und Heidelberg Evangelische Theologie und Philosophie in Halle, Tübingen und Heidelberg. Während seines Studiums in Halle wurde er 1844 Mitglied der Burschenschaft Alemannia auf dem Pflug, trat dort jedoch später wieder aus. 1845 wurde er Mitglied der Burschenschaft Germania Tübingen. 1848 machte er sein Staatsexamen in Heidelberg und war im Anschluss für kurze Zeit in Eggenheim bei seinem Vater und dann in Karlsruhe als Vikar tätig.
Unterstützt von einer Gönnerin konnte er neben Kunststudien in München auch eine Italienreise unternehmen. Er lebte anderthalb Jahre in Wien, wo er als Hofmeister, Privatlehrer und Kunstkritiker für das Weltblatt Der Lloyd tätig war. 1851 reiste er wieder nach Italien, um die dortige Kunst zu studieren und zeitgenössische Maler kennen zu lernen. In Rom lebte er im Haus von Peter von Cornelius und war auch hier als Privatlehrer und Berichterstatter für Zeitschriften tätig. Einige Zeit lebte er in Florenz, wo er fast an der Cholera starb.
Nach seiner Rückkehr nach Deutschland war er Mitglied eines literarischen Zirkels, zu dem auch Victor Scheffel gehörte. 1855 ging er in den Kirchendienst und wurde Vikar und Diakon in Neckargemünd. Später wurde er Hofvikar und Stadtvikar in Karlsruhe, wo er Freundschaften mit Willibald Beyschlag und Emil Frommel pflegte. 1858 wurde er Diakon und Vorstand der höheren Bürgerschule in Müllheim. Freyburger ging 1865 gesundheitsbedingt in den Ruhestand, war aber noch als Sekretär in der Heil- und Pflegeanstalt Illenau in Achern aktiv. Er war auch Redakteur beim Illenauer Wochenblatt. Er war zeitlebens schriftstellerisch tätig.
Sein Grab befindet sich am Illenauer Waldfriedhof.

## Veröffentlichungen (Auswahl)
- Novellen aus dem Seelenleben. Heidelberg 1876.
- Joseph und seine Brüder in lebenden Bildern. Heidelberg 1878. Müllheim im Markgräflerland
- Maler Bertram an den Quellen von Eaux-Bonnes. Ein Lebensbild. Heidelberg 1880.
- Nemesis. Novelle. Heidelberg 1896.
- Der Fischerknabe von Reichenau. Gedicht. Rastatt 1897.